# Hans Schmidt (Theologe, 1950)
Hans Schmidt (* 1950) ist ein deutscher evangelischer Theologe.
Von 1994 bis 1999 war er Landessuperintendent des Sprengels Hannover der Evangelisch-lutherischen Landeskirche Hannovers und 1999 bis 2001 Geistlicher Vizepräsident des Landeskirchenamtes Hannover.

## Leben
Von 1969 bis 1972 studierte Hans Schmidt Germanistik und Evangelische Religion in Göttingen. 1973 schloss Schmidt die erste Lehrprüfung für die Sekundarstufe 1 ab. Er studierte von 1973 bis 1978 Evangelische Theologie in Göttingen und bestand 1980 sein 2. Theologisches Examen. 1981 wurde er zum Pastor ordiniert und trat seine erste Pfarrstelle an. Ab 1982  war er Pastor in Adenbüttel und Rethen bei Gifhorn. 1988 wurde er Studiendirektor des Predigerseminars auf Schloss Imbshausen. 1994 folgte die Berufung zum Landessuperintendenten des Sprengels Hannover der Ev.-luth. Landeskirche Hannovers. 1999 wurde er vom Kirchensenat zum Geistlichen Vizepräsidenten und Leiter der Geistlichen Abteilung im Landeskirchenamt Hannover berufen. 2001 verließ Hans Schmidt das Spitzenamt und wirkte lange Zeit als Dozent und Lehrbeauftragter an der Evangelischen Bildungsstätte Bethel und der Fachhochschule der Diakonie Bethel.